# Furman Paladins

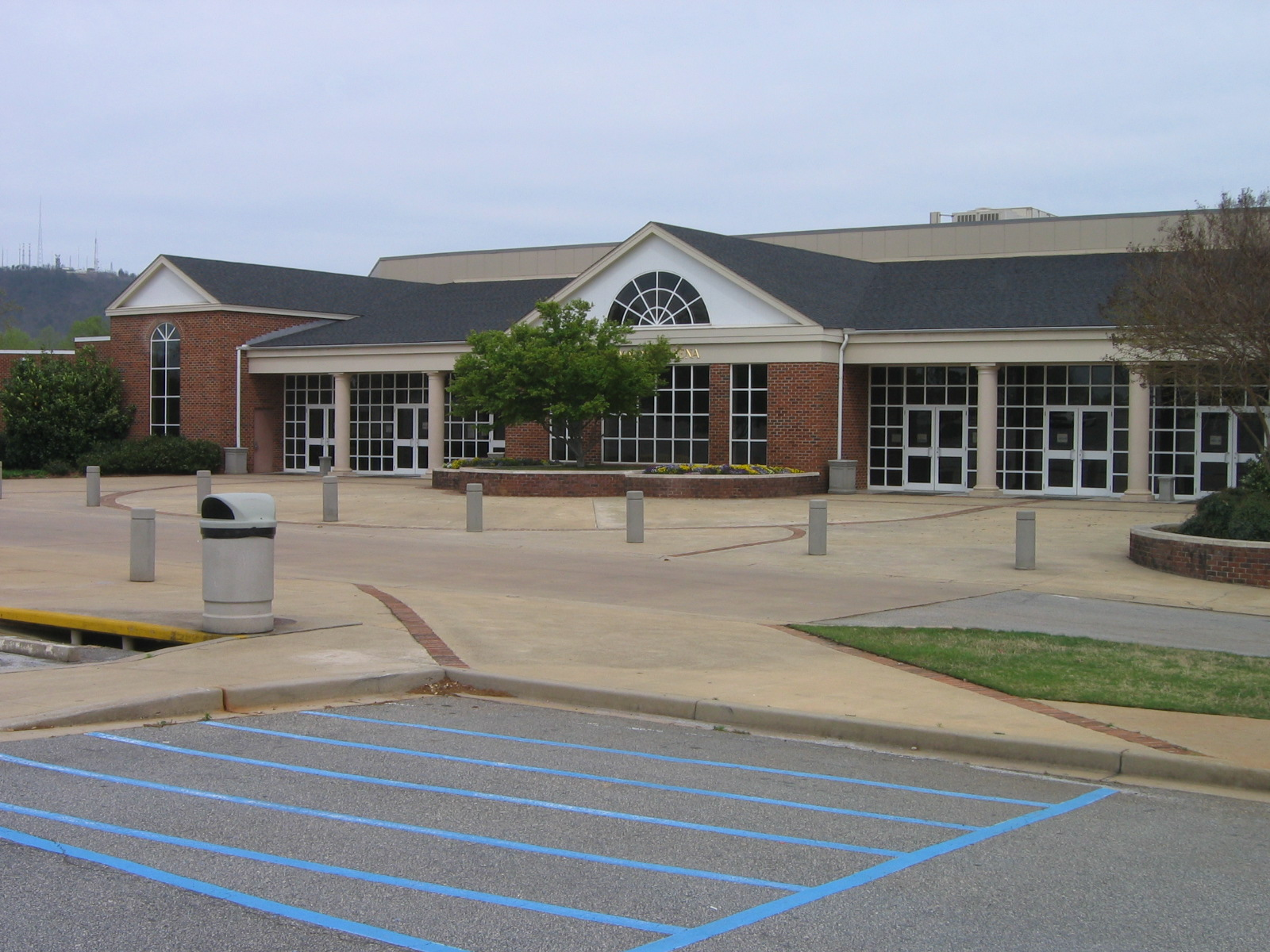
Timmons Arena.

Furman Paladins (español: Paladines de Furman) es el equipo deportivo de la Universidad Furman, situada en Greenville, Carolina del Sur. Los equipos de los Paladins participan en las competiciones universitarias organizadas por la NCAA, y forman parte de la Southern Conference.

## Apodo
Anteriormente al año 1961, cada equipo de la universidad tenía un apodo diferente. Así, al equipo de béisbol se les denominaba los Hornets, al de baloncesto los Paladins y al de fútbol americano The Hurricane. Pero ese año se decidió unificarlos, y tras una votación entre los estudiantes, se decidió que fuera el de Paladins el que sobreviviera. Según el diccionario, un paladín es un acopio de virtudes y de generosidad, un heroico campeón, un defensor de las causas justas, y además, uno de los 12 guardianes de Carlomagno, lo que quiere simbolizar lo que significa el representar a Furman. La mascota es un caballero paladín montado a caballo.

## Programa deportivo
Los Paladins participan en las siguientes modalidades deportivas:
| - Masculino - Baloncesto - Béisbol - Fútbol americano - Fútbol - Atletismo - Cross - Tenis - Golf | - Femenino - Cross - Baloncesto - Golf - Fútbol - Voleibol - Atletismo - Softball - Tenis |

### Fútbol
El equipo masculino de fútbol ha llegado a conseguir situarse en el puesto 3 del ranking nacional, y ha dado un buen número de futbolistas profesionales. Su antigua estrella Clint Dempsey fue el único en marcar un gol con la selección de Estados Unidos en el Mundial de Alemania de 2006.

### Fútbol americano
El mayor éxito de la universidad a nivel deportivo lo consiguió el equipo de fútbol americano, al ganar el campeonato nacional de la División II de la NCAA en 1988, y llegar a la final en 1985 y 2001. Furman es la única universidad privada que ha logrado dicho título. Además, han conseguido 12 títulos de la Southern Conference y aparecen últimamente siempre en el ranking de los mejores equipos.

### Baloncesto
El equipo de baloncesto ha conseguido llegar al Torneo de la NCAA en 6 ocasiones, la última de ellas en 1980. Su mejor puesto lo alcanzó el año 1974, llegando a octavos de final. Tan solo 2 jugadores de Furman han llegado a la NBA, destacando Frank Selvy, número 1 del Draft de la NBA de 1954.

### Golf
Pocas universidades superan a Furman en lo que a jugadoras profesionales de golf salidas de sus aulas se refiere. Hasta nueve ex paladins han llegado al circuito profesional femenino, incluidas dos miembros del Salón de la Fama.